# 시모쓰케 신문
시모쓰케 신문（下野新聞 しもつけしんぶん[*]）은 도치기현에서 발행하는 지역 신문이다. 1878년부터 「도치기 신문」 명의로 간행이 시작되어 1884년에 「시모쓰케 신문」으로 제호를 바꾸어 재창간되었다. 후쿠시마현의 지방지 후쿠시마 민보처럼 마이니치 신문과 협력 관계이지만 기사 개제는 하고 있지는 않다.
일본 ABC 협회에 따르면 조간판의 발행으로 발행 부수는 약 28만 부이며. 도치기 현의 보급률은 50%를 넘어 전국에서 판매 중인 신문인 요미우리 신문 · 아사히 신문 · 마이니치 신문 · 산케이 신문을 제치고 가장 많이 가입되어 있다.
관동 지방의 지역 신문은 군마현에 조모 신문과 함께 전국지를 웃도는 점유율을 가진 몇 안되는 신문이다. 판매 · 배달 지역은 도치기현 내의 전역과 인접한 이바라키현 유키시의 일부 등을 포함하고 있다.
쇼와 16년인 1941년에 경영난에서 도쿄 일일 신문의 지원을 받는 한편 1현 1신문사 국책으로 말미암아 도치기현의 대표 신문으로서 선정되어 도치기현 내의 다른 종이 신문사를 흡수하기도 하였다. 헤이세이 18년인 2006년 4월부터 지면 제작은 우츠노미야시의 본사에서 실시 인쇄는 본체에서 분사 한 하야 신문 인쇄 센터 (카누 마시)에서 실시하고 있다.
현역 활자 언론 매체로서 도치기현에서의 영향력은 크게 되어 있어 현역 TV인 「도치기 TV」와 라디오 방송국 「도치기 방송」, 「FM 도치기」의 설립에도 크게 관여하고 있다.